# Ромашка (Ростовская область)
Ромашка — упразднённый хутор в Верхнедонском районе Ростовской области. На момент упразднения входит в состав Казансколопатинского сельсовета. В 1996 году исключен из учётных данных.

## География
Располагался в так называемом лесу Матюшенская дубрава, на расстоянии приблизительно в 3 км (по прямой) к юго-западу от хутора Ерёминский.

## История
Отмечен на картах 1940-х годов издания как Лесопитомник. В районе хутора действовала паромная переправа через Дон.
В августе 1963 году населенному пункту Ерёминский лесопитомник присвоено название хутор Ромашка.
В 1964 году Казанский сельсовет Вёшенского района, в который входил хутор передан в состав Верхнедонского района. В 1965 году перечислен в состав Казансколопатинского сельсовета.